# Damensitz

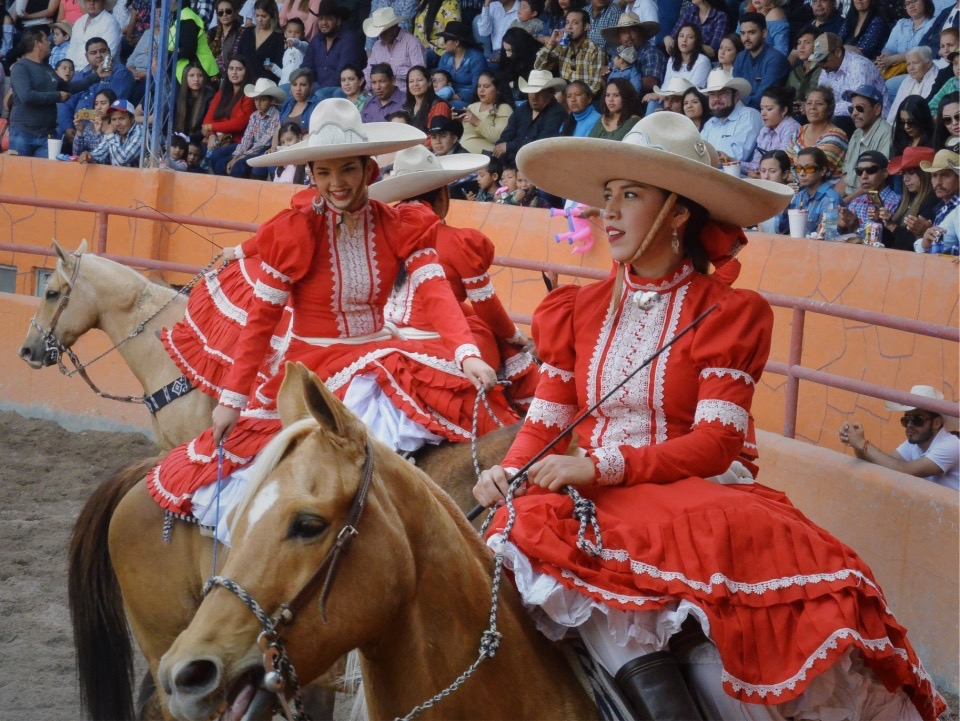
Escaramuza, mexikanisches Rodeo, 2019

Der Damensitz (auch Seitsitz) ist eine Weise beim Reiten auf dem Pferd zu sitzen, bei der sich beide Beine auf einer Seite des Pferdes befinden, normalerweise links. Der Damensitz hat seinen Ursprung in der Antike und entwickelte sich im Mittelalter in Europa, um Frauen mit langen Röcken das Reiten zu ermöglichen.

## Reiten im Damensitz
Der Seitsitz kann in den Quersitz und den Schrägsitz unterschieden werden.
Beim Quersitz sitzt die Reiterin quer zur Bewegungsrichtung, sodass sie kaum auf das Pferd einwirken kann. Es können keine Hilfen über den Sitz oder die Schenkel gegeben werden. Auch differenzierte Zügelhilfen sind erschwert, da die Reiterin nicht nach vorne gewendet ist. Nur Stimmhilfen kann die Reiterin unbeeinträchtigt geben.

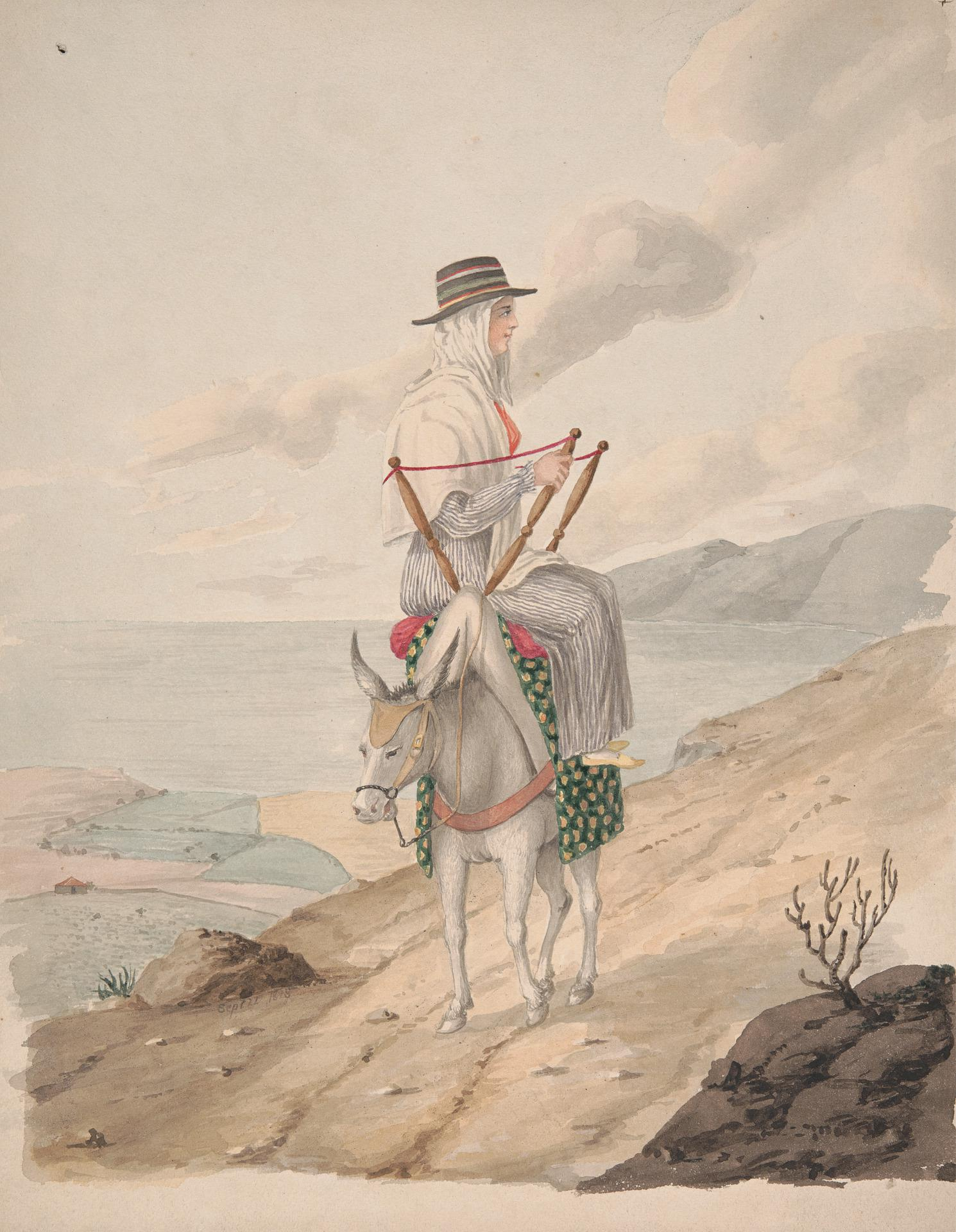
Quersitz, Einwirkung über den Sitz unmöglich.
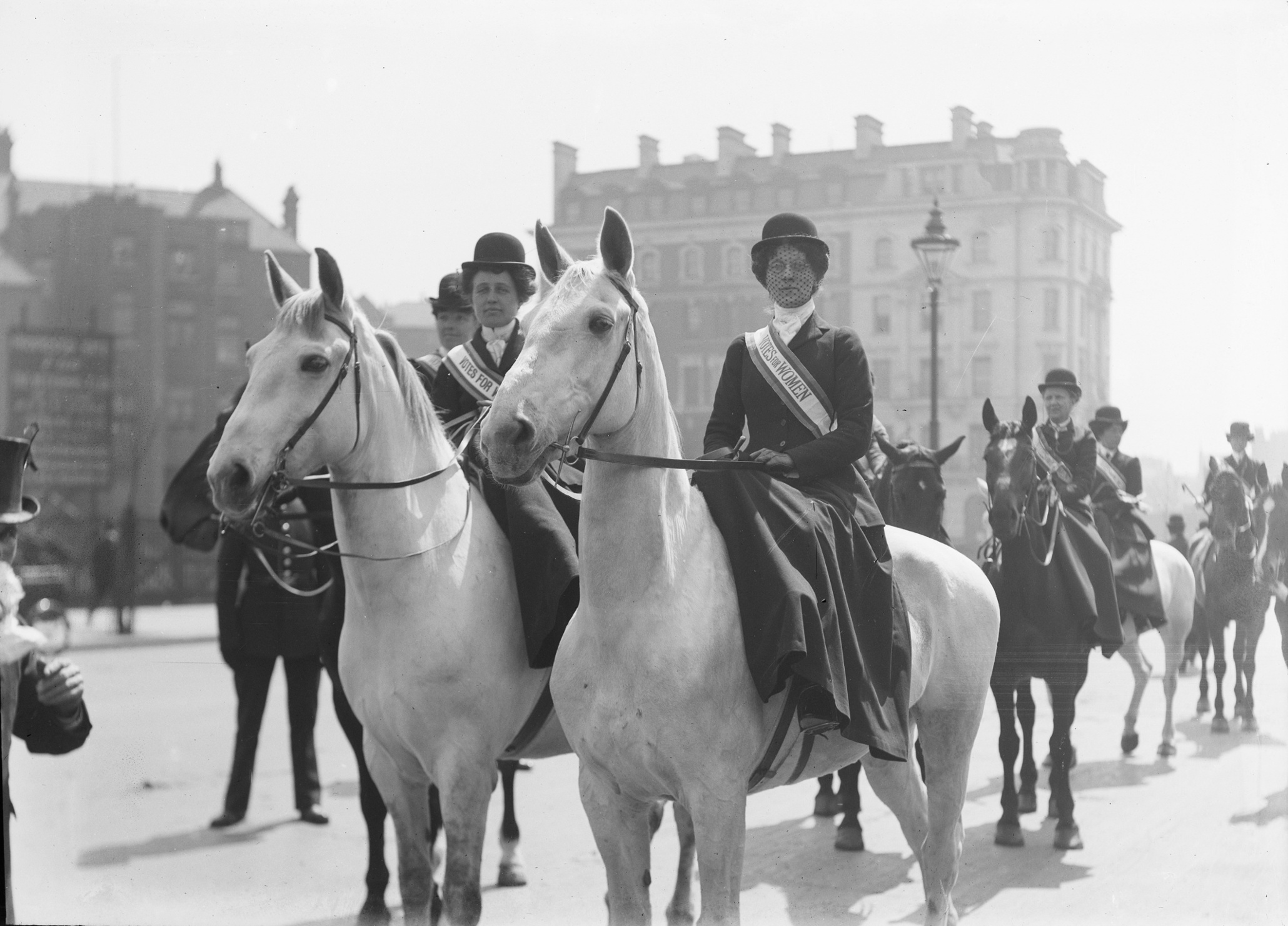
Suffragistinnen im Schrägsitz.
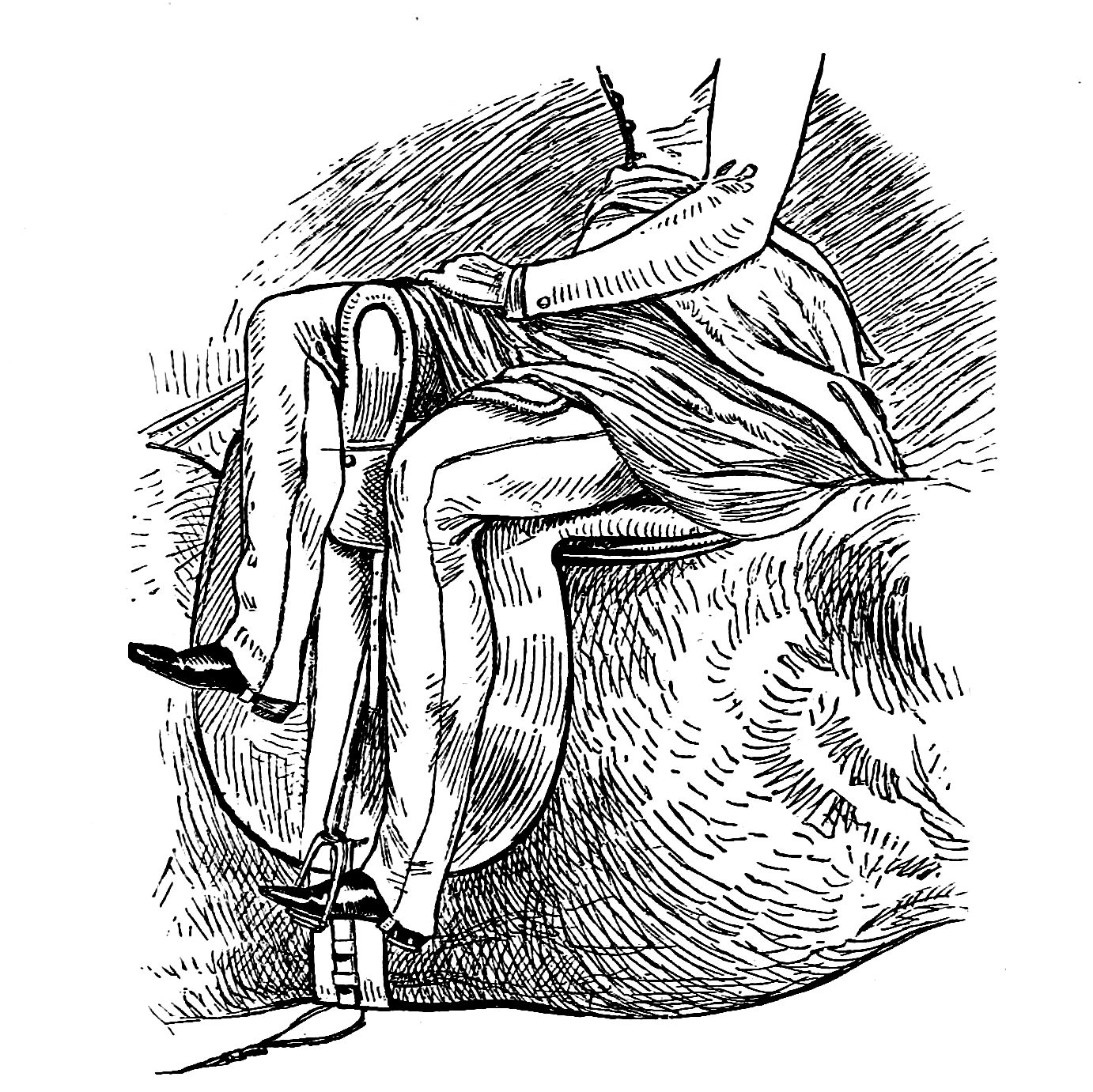
Korrekter Schägsitz, die rechte Fußspitze ist oben, der Absatz tief.
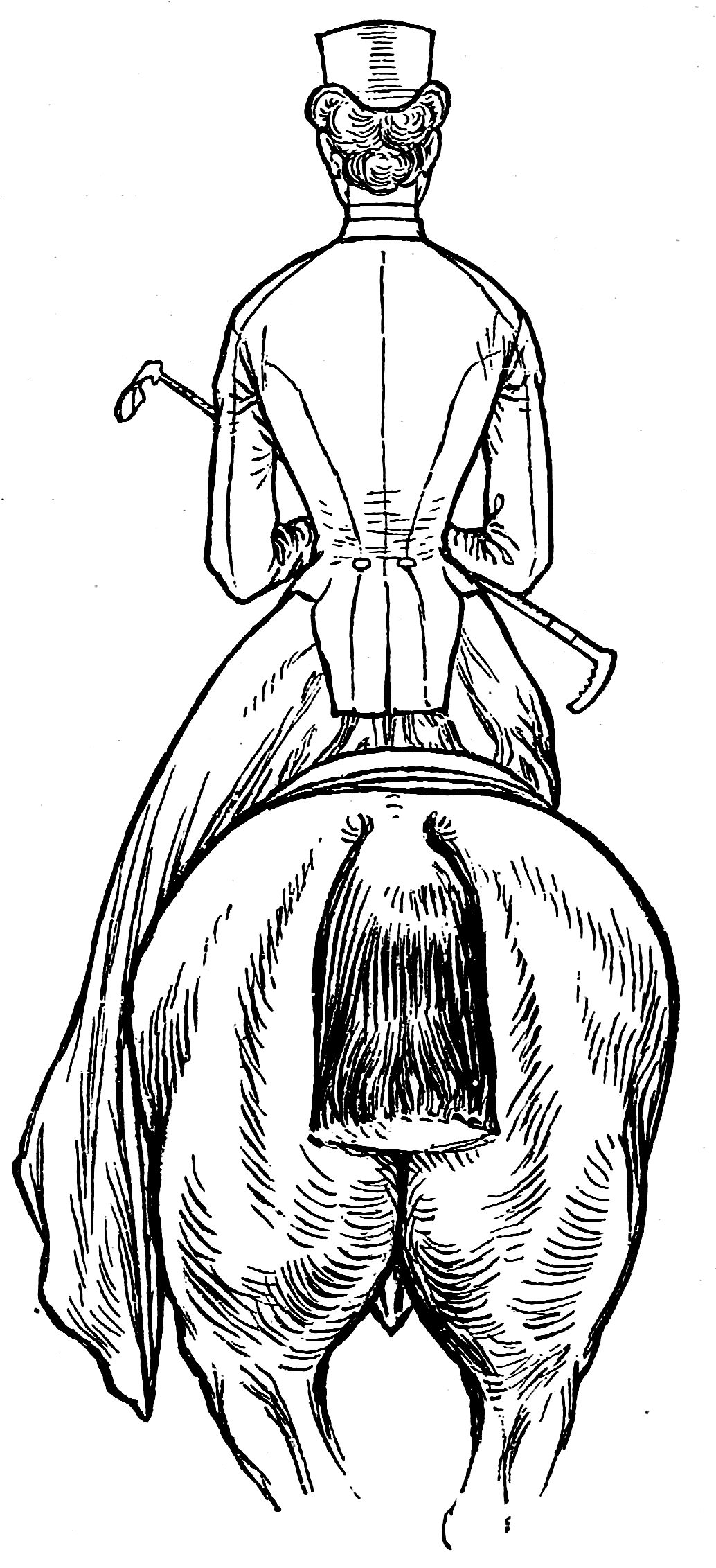
Die Wirbelsäule der Reiterin ist gerade über der des Pferdes.
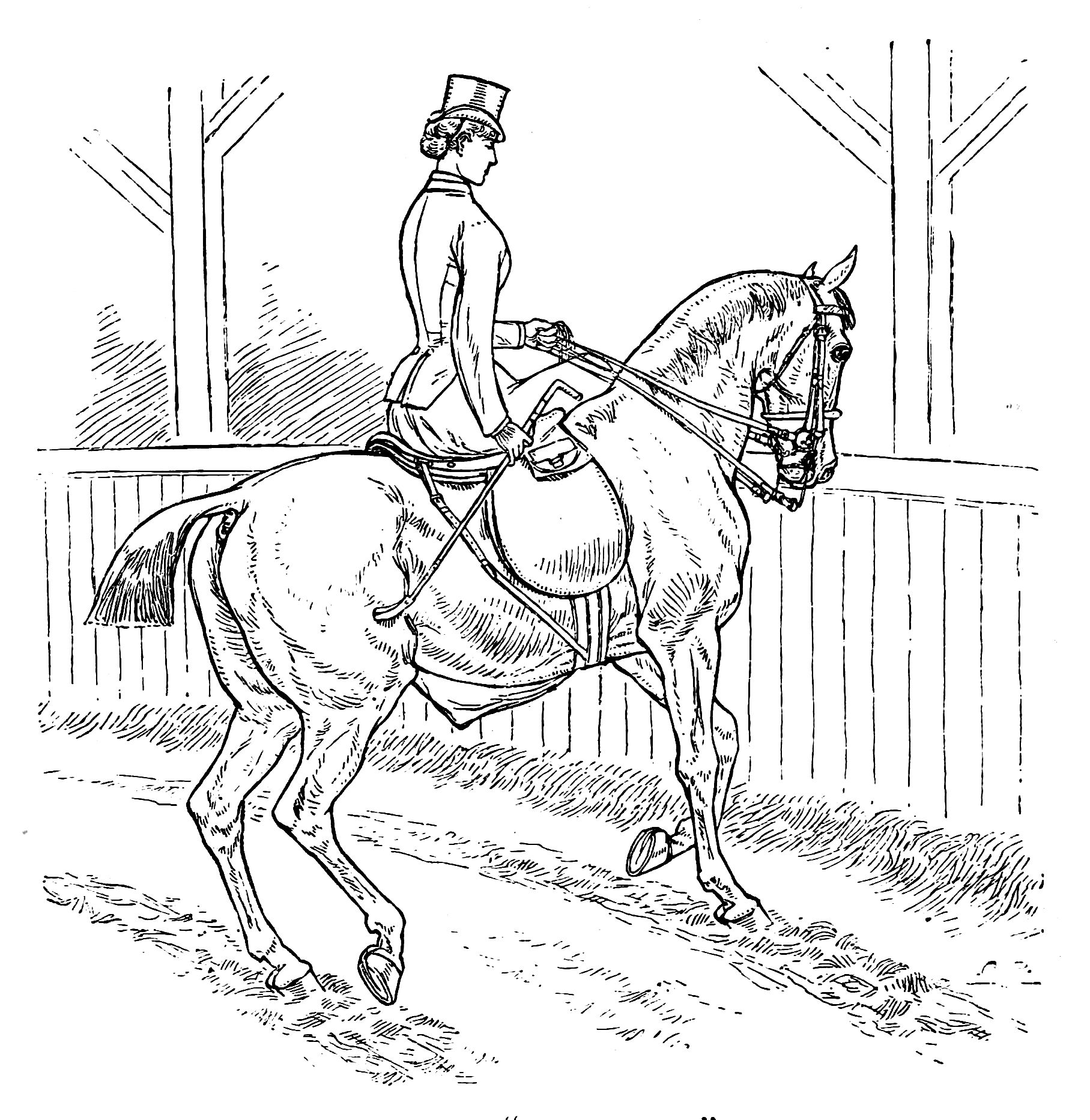
Zügel in der linken Hand, die Gerte in der rechten Hand ersetzt das Bein.
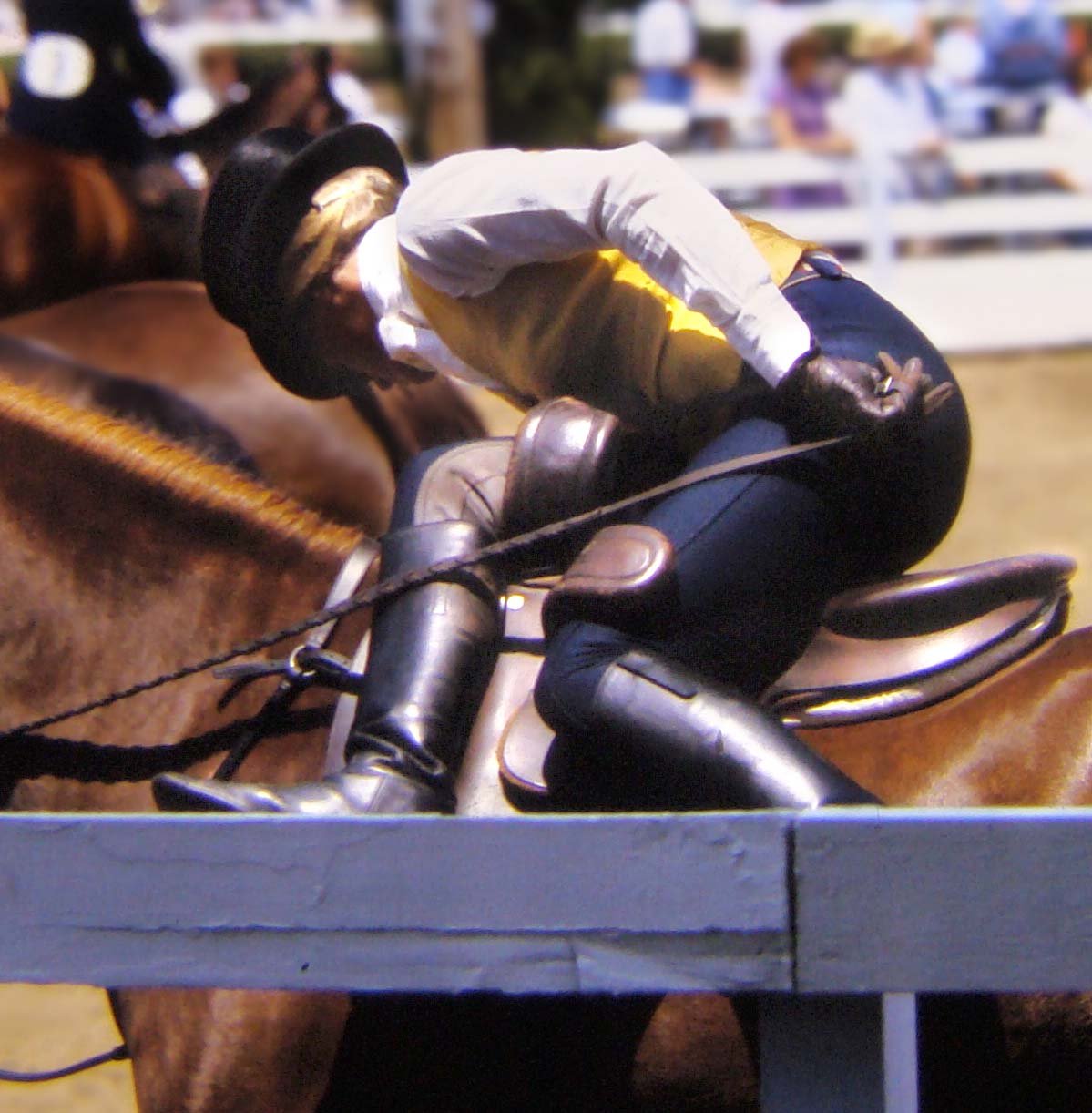
Beinstellung ohne Rock

Im Schrägsitz sitzt die Reiterin in Bewegungsrichtung, wobei sich beide Beine auf einer Seite des Pferdes befinden. Eine weitgehend normale Einwirkung über den Sitz ist möglich, allerdings fehlt das rechte Bein zur Hilfengebung. Die Reiterin sitzt senkrecht auf dem Pferd, wobei die Wirbelsäule der Reiterin über der des Pferdes zentriert ist. Schultern und Hüften sollen parallel zu denen des Pferdes ausgerichtet sein. Sie sind weder verdreht noch seitlich verschoben. Die Hände sind senkrecht, beide Zügel sind gleich lang und stehen gleichmäßig an. Eine lange Gerte ersetzt das fehlende rechte Bein. Die Reiterin sitzt im Damensattel etwas weiter hinten als in einem normalen Sattel. Da sich beide Beine auf derselben Seite des Pferdes befinden, besteht die Gefahr einer ungleichmäßigen Belastung des Pferderückens, das würde dem Pferderücken schaden und der Sattelgurt müsste fester gezogen werden, damit der Sattel nicht verrutscht. Deshalb ist für das Geraderichten, das Gleichgewicht und die Sicherheit im Damensattel ein korrekter Sitz unerlässlich und wird in Damensattel-Prüfungen besonders bewertet.
Zum Reiten im Damensattel trägt die Reiterin eine gewöhnliche Reithose mit Reitstiefeln. Darüber trägt sie entweder Habits, die praktische englische zweiteilige Reitkleidung, meist aus Tweed, bestehend aus einem Sicherheits-Reitrock und einer Reitjacke, oder ein Reitkleid. In beiden Fällen lässt sich der Rock mit einem Knopf lösen, nach vorne öffnen und wird zur Schürze über den Beinen. Die Reiterin sitzt dann im Sattel auf der Reithose, die einen besseren Kontakt zum Pferd ermöglicht als eine zusätzliche Stofflage dazwischen. Zum Aufsteigen benötigt sie entweder Hilfe oder eine hohe Aufsteighilfe.

## Damensattel
Für den Damensitz wird ein spezieller Sattel benötigt, der es der Reiterin ermöglicht, seitlich anstatt rittlings auf dem Pferd zu sitzen. Ein Damensattel wird auf die Sattellage, dem Bereich hinter dem Widerrist aufgelegt und mit dem Sattelgurt befestigt.

### Geschichte des Damensattels
Bereits im Altertum ritten Menschen im Seitsitz. So gibt es beispielsweise Darstellungen der keltischen Göttin Epona im Quersitz. Da es keinen geeigneten Seitsitz-Sattel gab, konnte jedoch nur im Schritt geritten werden. Bis zum Ende des 13. Jahrhunderts saßen Frauen und Männer demzufolge auf gleiche Weise zu Pferd. Frauen trugen zum Reiten Hosen, in Europa meist unter dem Rock. Der Quersitz wurde im Mittelalter bei den Frauen des Adels erst im 14. Jahrhundert mit dem Aufkommen von geeigneteren Sätteln für den Quersitz gebräuchlich.

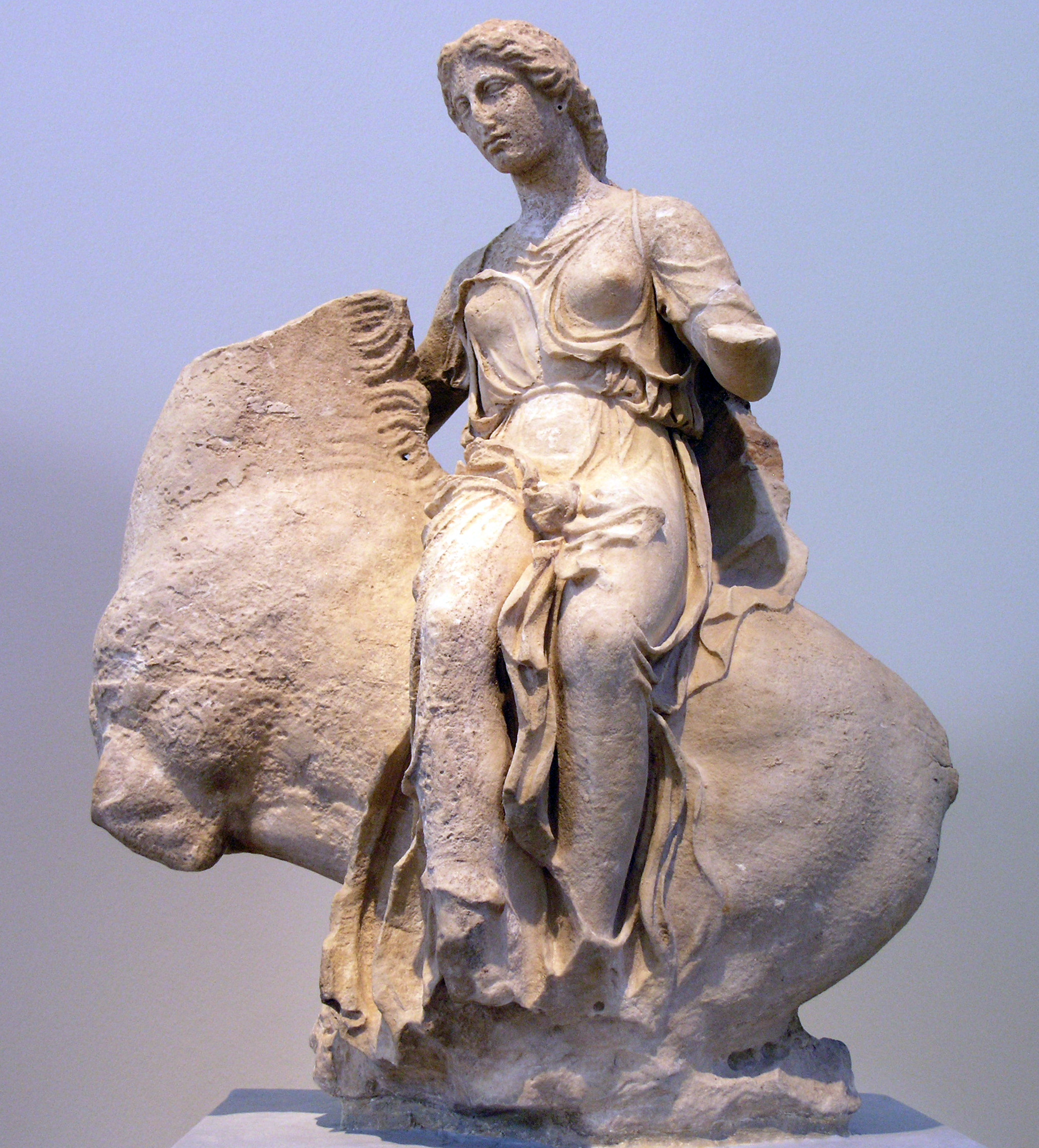
Aura, Göttin der Morgenbrise, Griechenland, um 380 v. Chr.
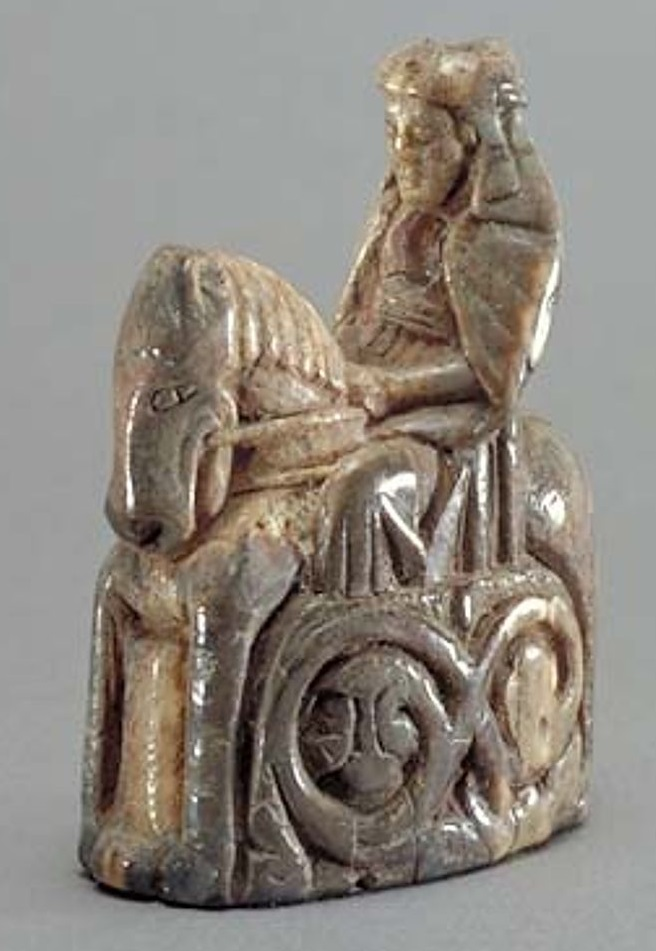
Schachfigur Königin, Schweden, 13. Jh., rittlings zu Pferd
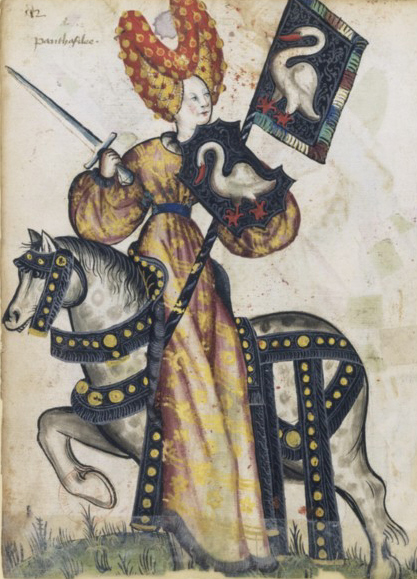
Penthesilea als eine der Neun Guten Helden im Quersitz, Frankreich, um 1460
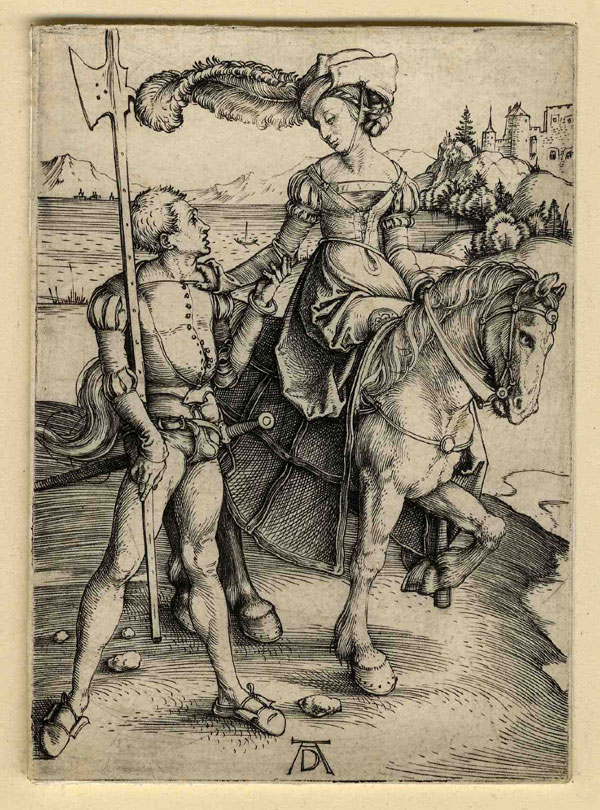
Frühe Darstellung des Schrägsitzes, Albrecht Dürer, 1497
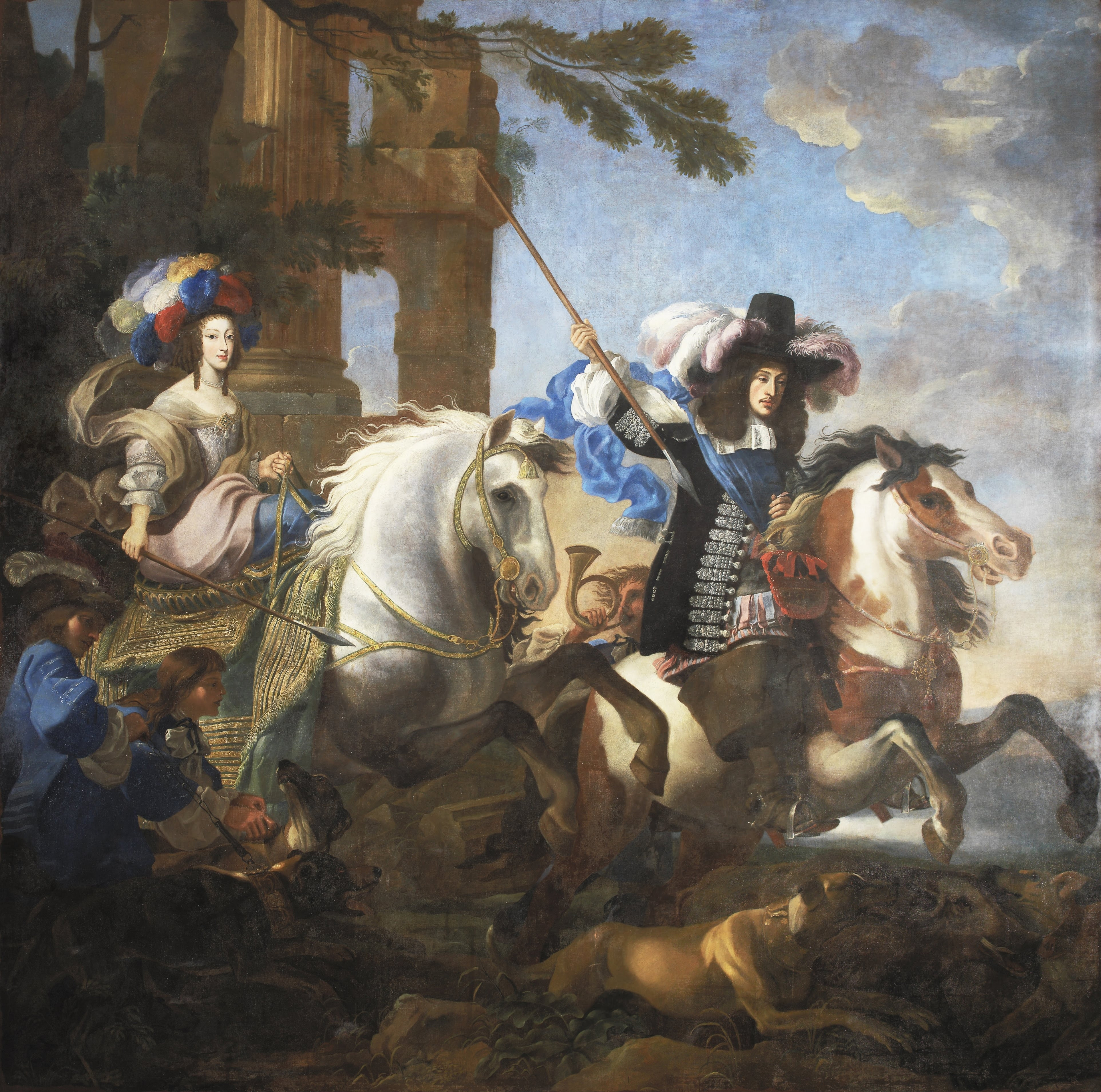
Henriette Adelheid von Savoyen auf der Jagd, um 1660
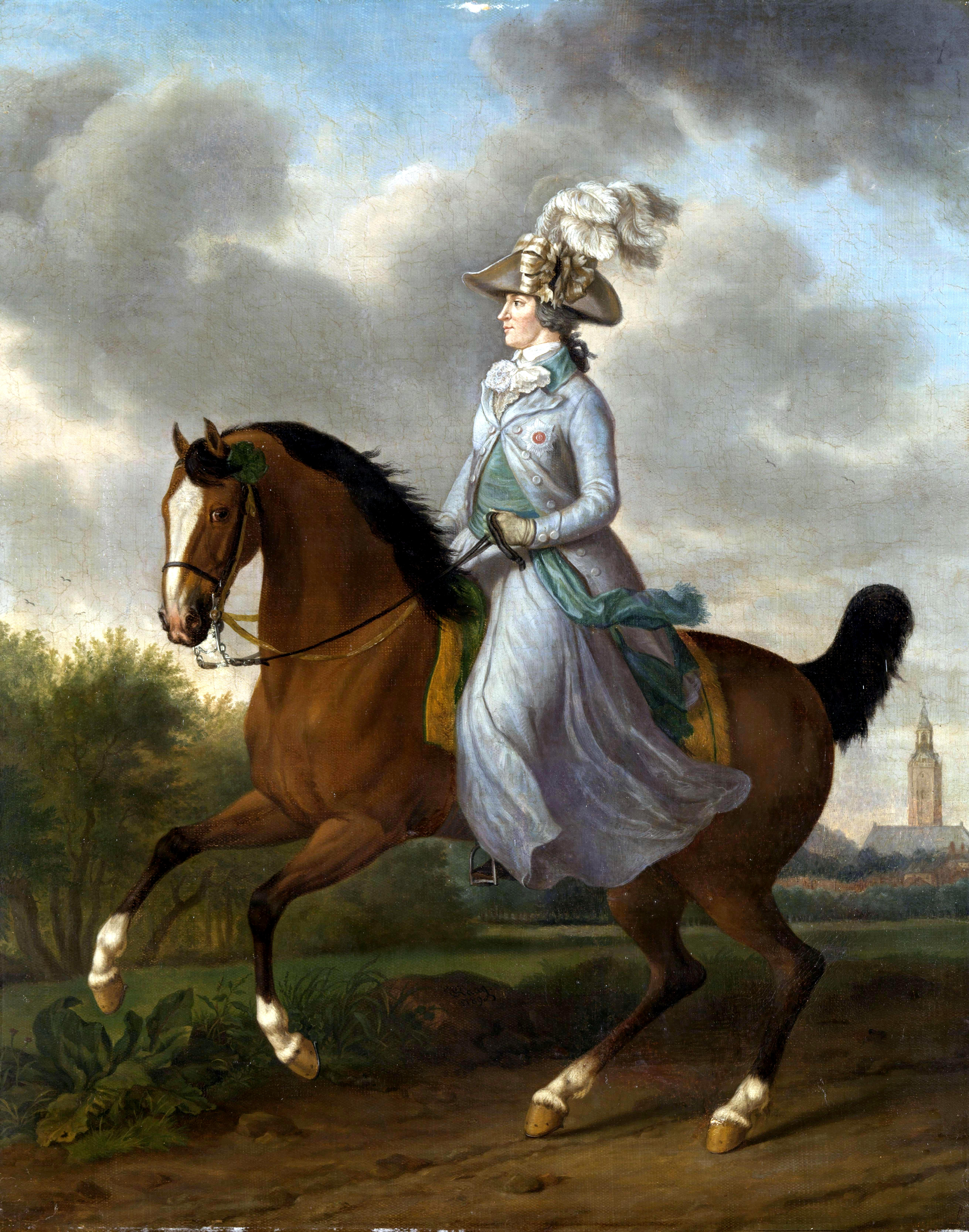
Wilhelmine von Preußen nach deutscher Art zu Pferd, 1789
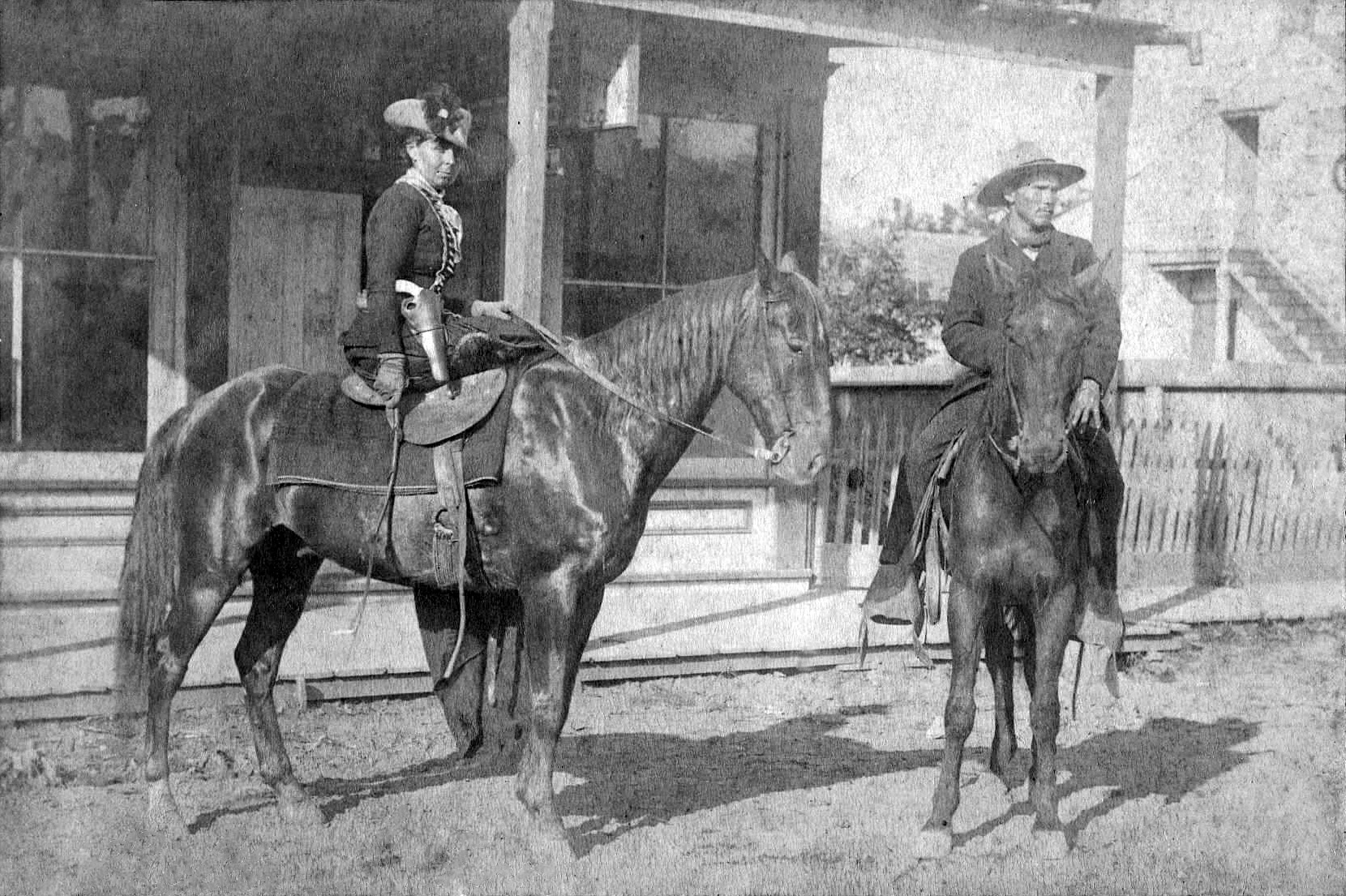
Belle Starr, Arkansas, 1886
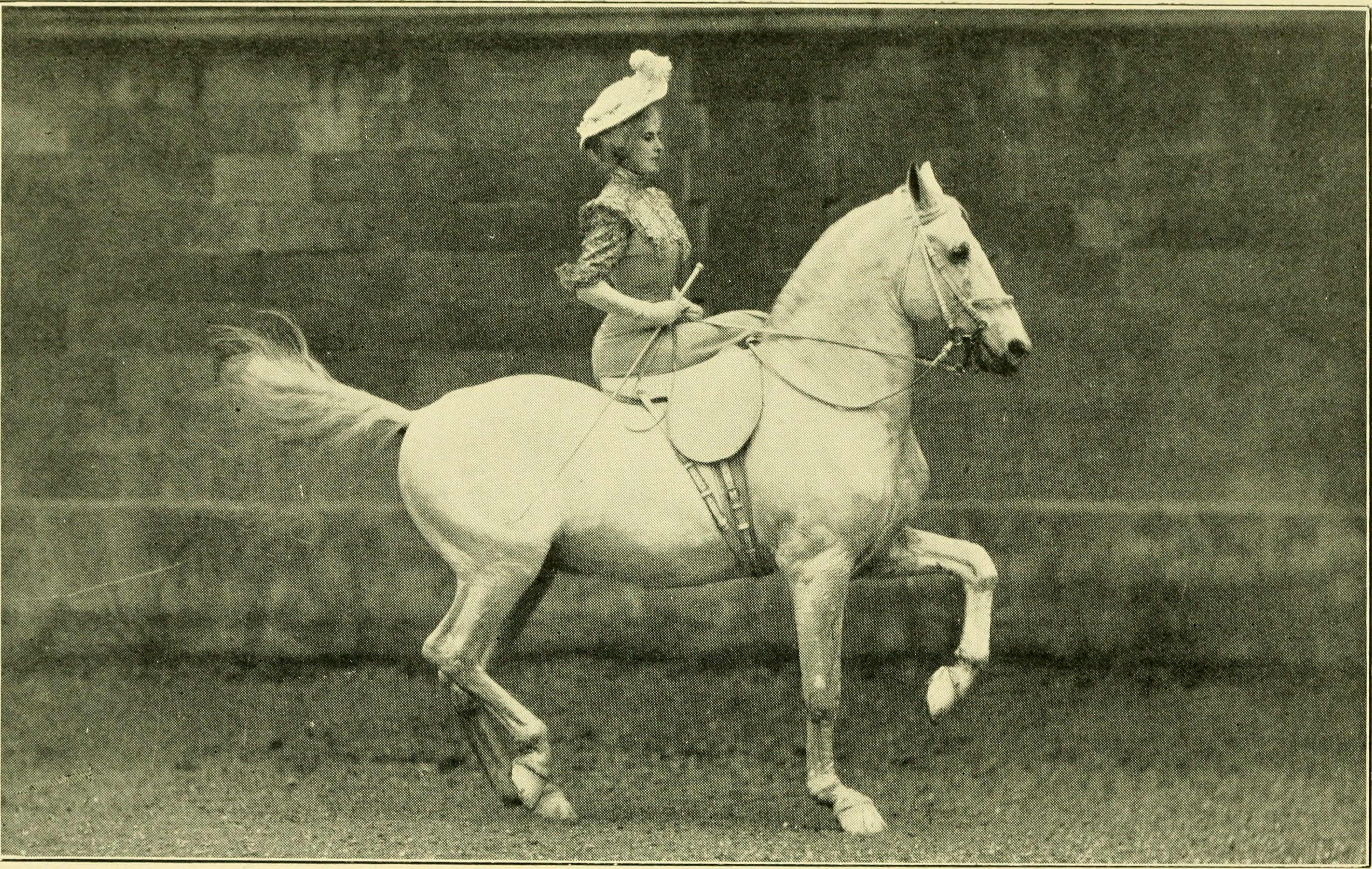
Therèse Renz in der Piaffe, 1903
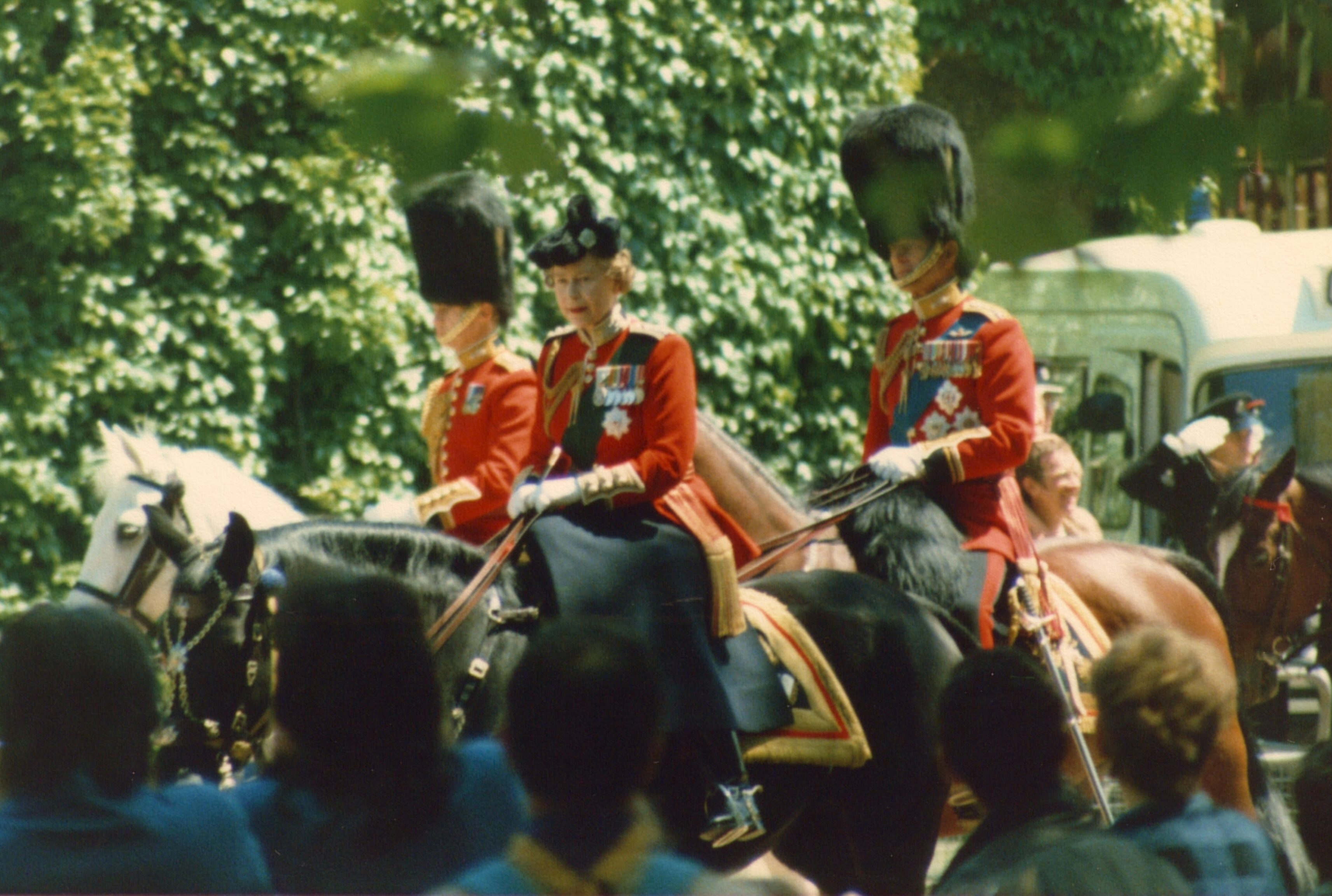
Elisabeth II. auf Burmese, 1986

#### Sambue

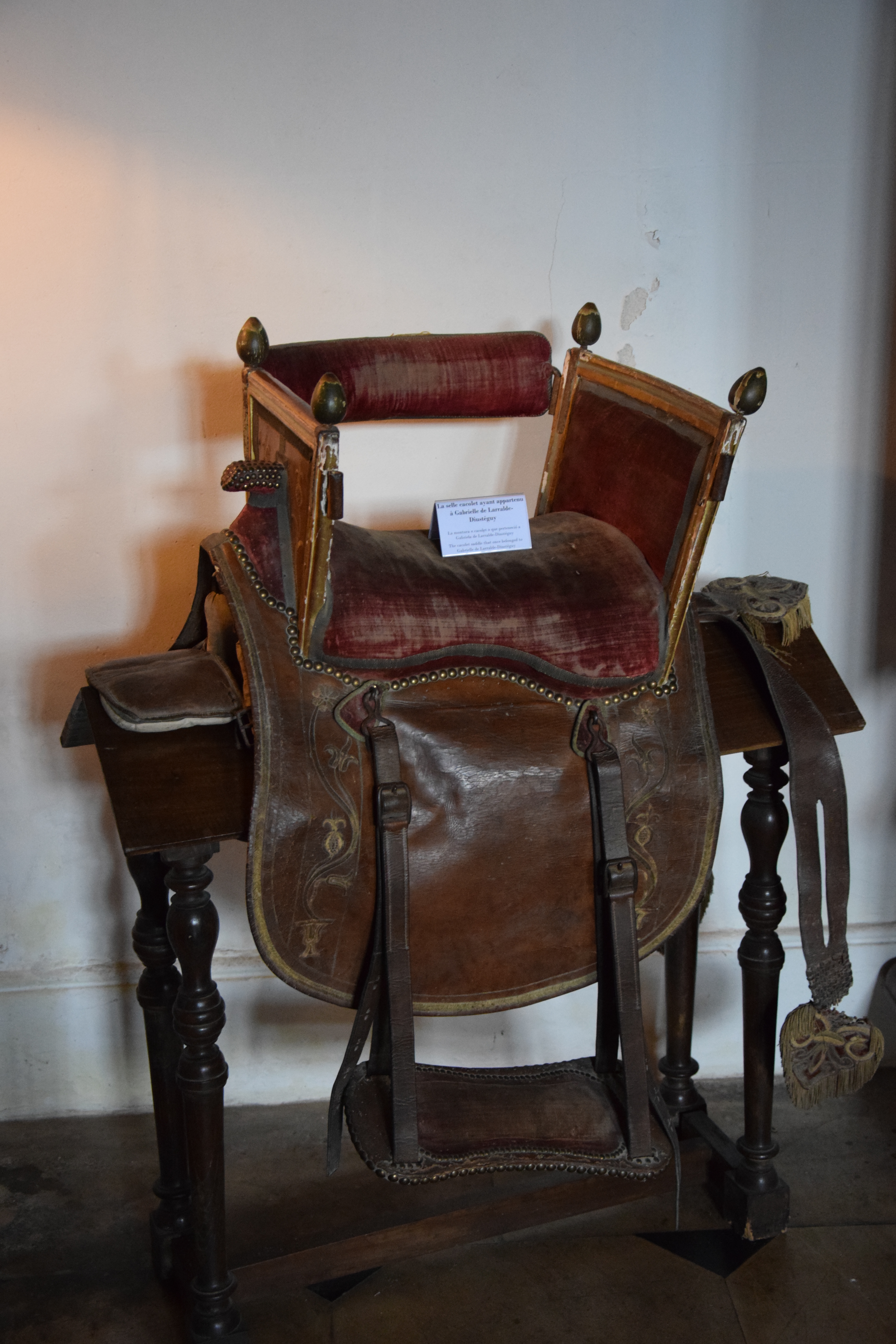
Sambue

Der Sambue kam im 14. Jahrhundert auf. Dabei handelte es sich um ein mit Stroh gepolstertes Reitkissen mit einer hölzernen Lehne. Dazu gehörte eine Fußstütze die „Planchette“ genannt wurde. Der Sitz war quer zum Pferd, erlaubte keine Einwirkung der Passagierin und das Pferd musste geführt werden. Schwungvolle Gangarten mit Schwebephase konnten nicht gesessen werden, nur Schritt und Tölt waren möglich. Aus diesem Grund wurden Zelter mit weichen und bequem zu sitzenden Gängen bevorzugt und waren entsprechend wertvoll. Der Sambue war daher vorwiegend beim Adel verbreitet. Der Sambue war außerdem sehr unsicher, und es gab nicht selten tödliche Unfälle, wie etwa den der französischen Königin Isabella von Aragón. Bei schnellen Ritten durch unwegsames Gelände saßen Frauen deshalb nach wie vor rittlings auf dem Pferd.
Anna von England (1366–1394) wandte sich nach vorne, nahm die Zügel selber in die Hand und stellte nur einen Fuß auf die Fußstütze, um sicherer zu sitzen.

#### Gabelsattel
Katharina von Medici (1519–1589) wird der Schrägsitz zugeschrieben. Im Schrägsitz hat die Reiterin ihre Schultern parallel zu den Pferdeschultern und kann auf das Pferd einwirken. Katharina von Medici schlug ihr rechtes Bein über den Sattelknauf und verwendete für den linken Fuß einen Steigbügel statt der Fußstütze (Einhornsattel). Dadurch konnte sie sicherer sitzen als auf dem Sambue und dennoch einen langen Rock tragen. Um 1580 wurde am französischen Königshof der Sattelknauf durch eine Gabel mit zwei Hörnern ersetzt, so dass der rechte Oberschenkel zwischen den beiden Hörnern zu liegen kam und einen stabileren Sitz erlaubte.
Der Damensattel ist in der Regel linkssitzig, d. h. die Beine sind auf der linken Seite des Pferdes. Der rechtssitzige Damensattel kommt aus der Falknerei, weil die Falken während der Jagd auf der linken Hand geführt werden. Im Gabelsattel war es zwar möglich, zu galoppieren, doch für das Springen und Jagdreiten war er nur schlecht geeignet.  So waren es die Jagdreiterinnen, die über die Jahrhunderte zur Weiterentwicklung des Damensattels beitrugen. Es war nicht einfach, im Gabelsattel korrekt zu sitzen. Um den Zug der Beine auf der linken Seite auszugleichen, neigte die Reiterin dazu, zu weit nach rechts zu sitzen, so dass der Schwerpunkt nicht mehr in der Mitte lag. Die Gabel bot zu wenig Halt und die Hilfengebung war erschwert. Dennoch war der Gabelsattel vor allem beim englischen Adel weit verbreitet und englische Reitlehren rieten Frauen noch in den 1830ern, auf öffentlichen Straßen nicht zu galoppieren. Aufgrund des unsicheren Gabelsattels trauten sie kaum einer Reiterin zu, bei einer Jagd querfeldein den Hunden folgen zu können.
Auf dem europäischen Kontinent saßen viele adlige Frauen weiterhin rittlings zu Pferd, darunter Diane de Poitiers (1499–1566), Marie Antoinette (1755–1793) und Katharina die Große (1729–1796).

#### Drei-Horn-Sattel

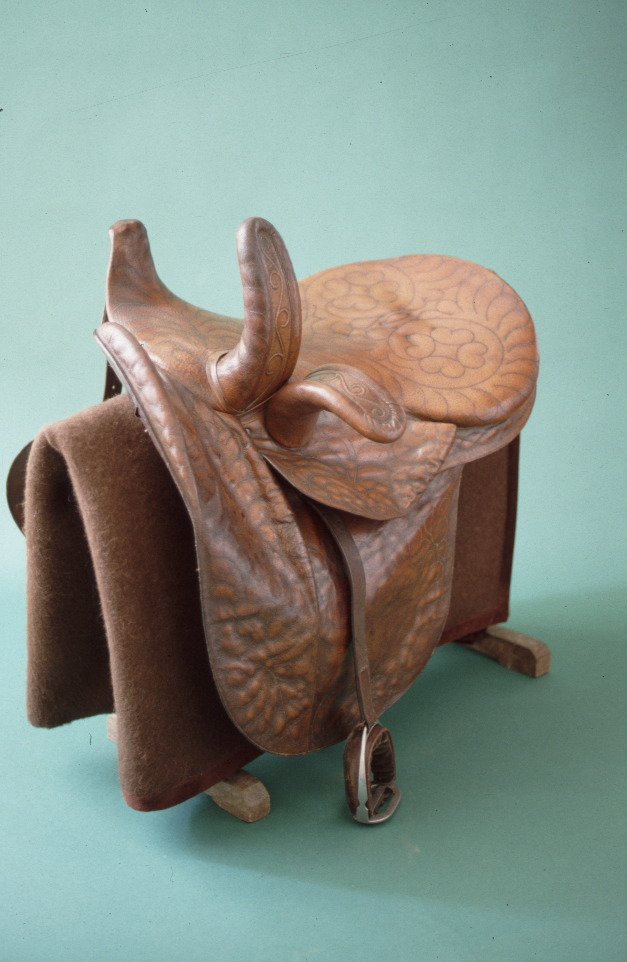
Drei-Horn-Sattel

Das dritte Horn, das „leaping head“, wurde gegen Mitte des 18. Jahrhunderts erfunden und machte den Damensattel viel sicherer. Es ist nach unten abgewinkelt, legt sich über den linken Oberschenkel und sorgt für einen festeren Sitz. Im Drei-Horn-Sattel war es möglich Hindernisse zu springen.
Daraufhin breitete sich in England ab 1860 die Jagdreiterei unter den Frauen der Oberschicht aus. Insbesondere das Springen im Damensattel führte jedoch zu Unfällen, bei denen sich die Reiterinnen verletzten, weil sie aufgrund ihrer ungeeigneten, bauschigen Kleidung, die sich am Sattel verfing, nicht vom Pferd loskamen. Daher wurde der Sicherheitsreitrock entwickelt, der im Falle eines Sturzes nicht am Sattel hängen bleibt.
Auf dem auf dem Kontinent breitete sich der Drei-Horn-Sattel langsamer aus, besonders in Frankreich, Spanien und Deutschland saßen die Frauen vor allem bei Jagden weiterhin rittlings, auf „deutsche Art“, zu Pferd. Hierfür wurde meist ein langer geteilter Rock getragen, der auf- und zugeknöpft werden konnte.

### Moderner Damensattel
Der moderne Damensattel hat nur noch zwei Hörner, weil mit dem „leaping head“ das dritte Horn auf der rechten Seite des Sattels überflüssig wurde und in etwa um 1870 verschwand. Ab etwa 1890 wurde die Polsterung flacher und funktioneller und der Sattel leichter. Der Balancierriemen, der die Sattellage, vor allem beim Springen, verbesserte, wurde hinzugefügt. Dank dieser Verbesserungen setzte sich der Damensattel im 19. Jahrhundert auch auf dem Kontinent durch und dominierte in der zweiten Hälfte des 19. Jahrhunderts.
In England erlebte das Damensattelreiten in den 1880er Jahren des viktorianischen Zeitalters seine Blütezeit und wurde bis in die frühen 1930er Jahre betrieben. In den 1870er- und 1880er-Jahren stieg die Zahl der Jagdreiterinnen bei Fuchsjagden stark an. Dies wird anhand einer Jagdveranstaltung deutlich, bei der die Zahl der Reiterinnen im 300-köpfigen Jagdfeld zwischen 1865 und 1877 um das Zehnfache auf 30 anstieg.

Trotz der positiven Entwicklung ist der Damensattel dem normalen Sattel unterlegen: Das rechte Bein und die Kreuzeinwirkung durch Gegensitzen fehlten zur Hilfengebung, obendrein ist der Sattel bei Stürzen gefährlich, da die Reiterin oft nicht vom Sattel loskommt. Infolgedessen saßen ab 1900 Frauen dann wieder vermehrt rittlings zu Pferd, was zu öffentlichen Diskussionen führte. Nach der Jahrhundertwende setzten sich auch Ärzte für die Abschaffung des Damensitzes ein, da er in Kombination mit dem Korsett Druck auf die inneren Organe ausübe. Zu dieser Zeit kam auch die Jodhpurhose auf. Zu den Befürworterinnen des Herrensitzes gehörte Anita Augspurg. Es gab jedoch auch Gegenstimmen, beispielsweise schrieb noch 1912 die Zeitschrift Die Woche: 

„So berechtigt die Warnung vor dem Seitensitz ist, der im Fall eines Sturzes größere Gefahr birgt, indem der Fuß leicht in der Gabel und im Bügel hängenbleibt, zieht man doch diesen Sitz immer wieder dem Herrensitz vor. Die Linie im Seitensitz ist eine bei weitem elegantere (…)“

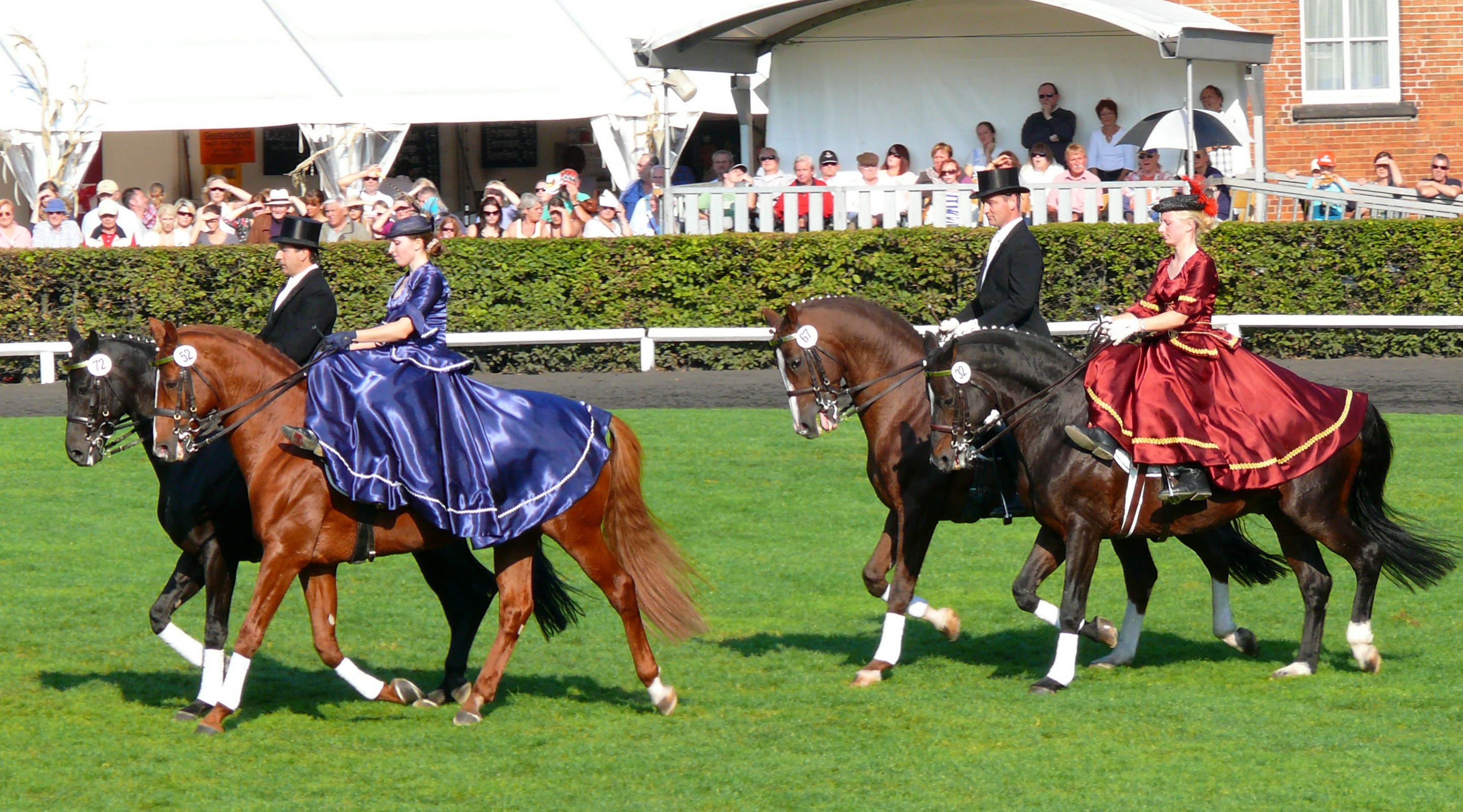
Hannoveraner mit Damensattel, 2011

Erst nach dem Ersten Weltkrieg wurde der Damensattel verdrängt und in Deutschland 1928 für schwere Springen verboten.

#### Seit 2000
Um die Jahrtausendwende wurde das Reiten im Damensattel in Deutschland wieder populärer und es werden Turniere veranstaltet. Bei Shows werden gerne Schaubilder mit phantasievollen Reitkleidern und weiten Röcken eingesetzt. In der Damensattel-Dressurkür werden gerne Barockpferderassen in historischen Kostümen vorgestellt.

## Treideln

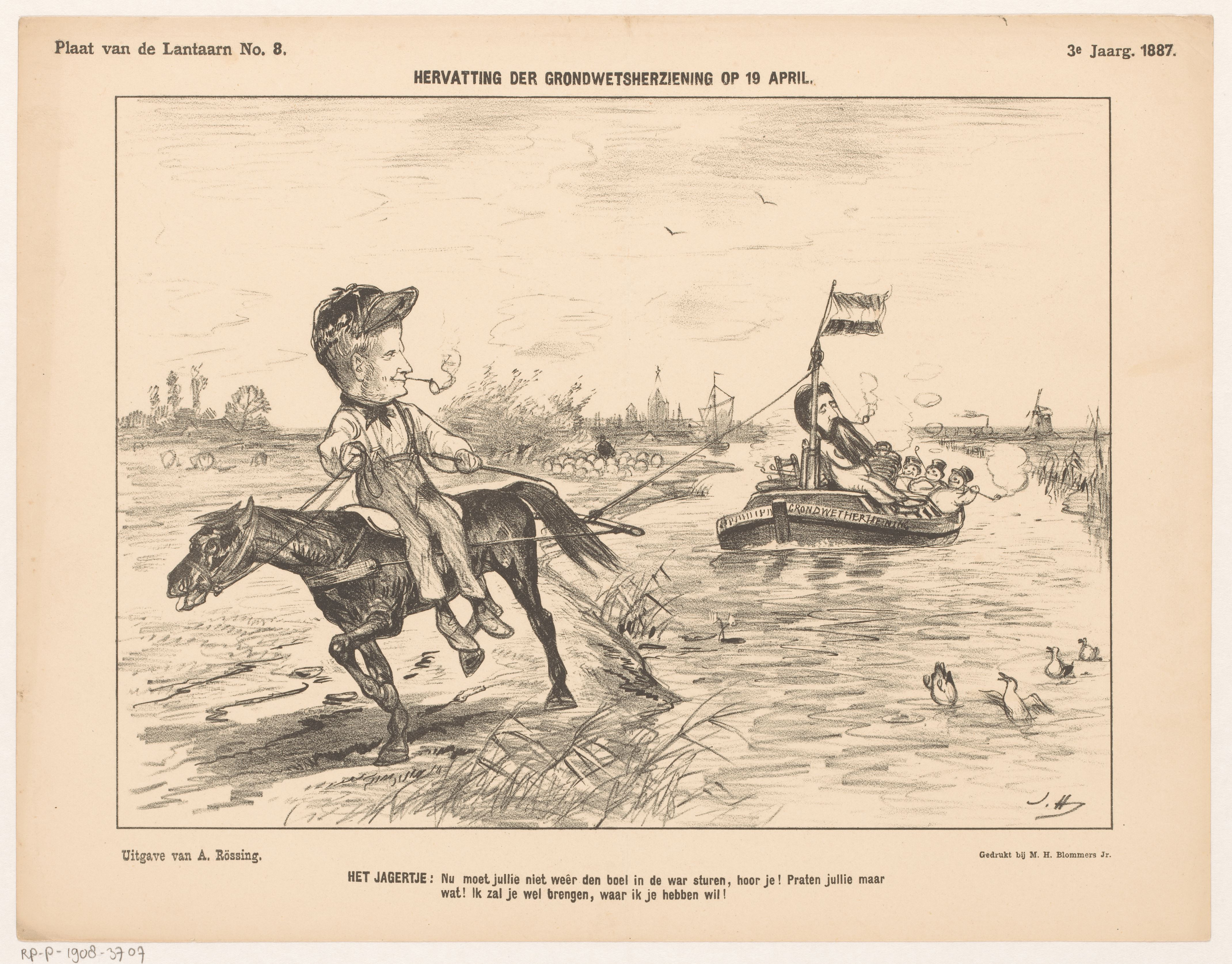
Treideln in einer niederländischen Karikatur, 1887

Der Seitsitz war auch beim Treideln gebräuchlich.
Treideln ist das Ziehen von Schiffen auf Wasserwegen flussaufwärts. Zu Beginn des 18. Jahrhunderts wurden die Schiffe und die Ladung immer größer, so dass die menschliche Kraft zum Treideln nicht mehr ausreichte. Ein Pferd konnte beim Treideln vier Männer ersetzen. Die Halfterer trieben die Pferde auf dem Treidelpfad am Ufer entlang an. Das Treideln war gefährlich. Besonders wenn die Treidelpfade nach einem Hochwasser aufgeweicht waren, rutschten die Pferde immer wieder aus und drohten in den Fluss gerissen zu werden.
Die Halfterer ritten deshalb meist im Seitsitz. So konnten sie bei Gefahr sofort abspringen und das Schlepptau kappen, um die Tiere zu retten. Treideln erfolgt im Schritt und erfordert keine differenzierte Hilfengebung, weshalb der Seitsitz hier nur Vorteile bietet.

## Diskriminierung

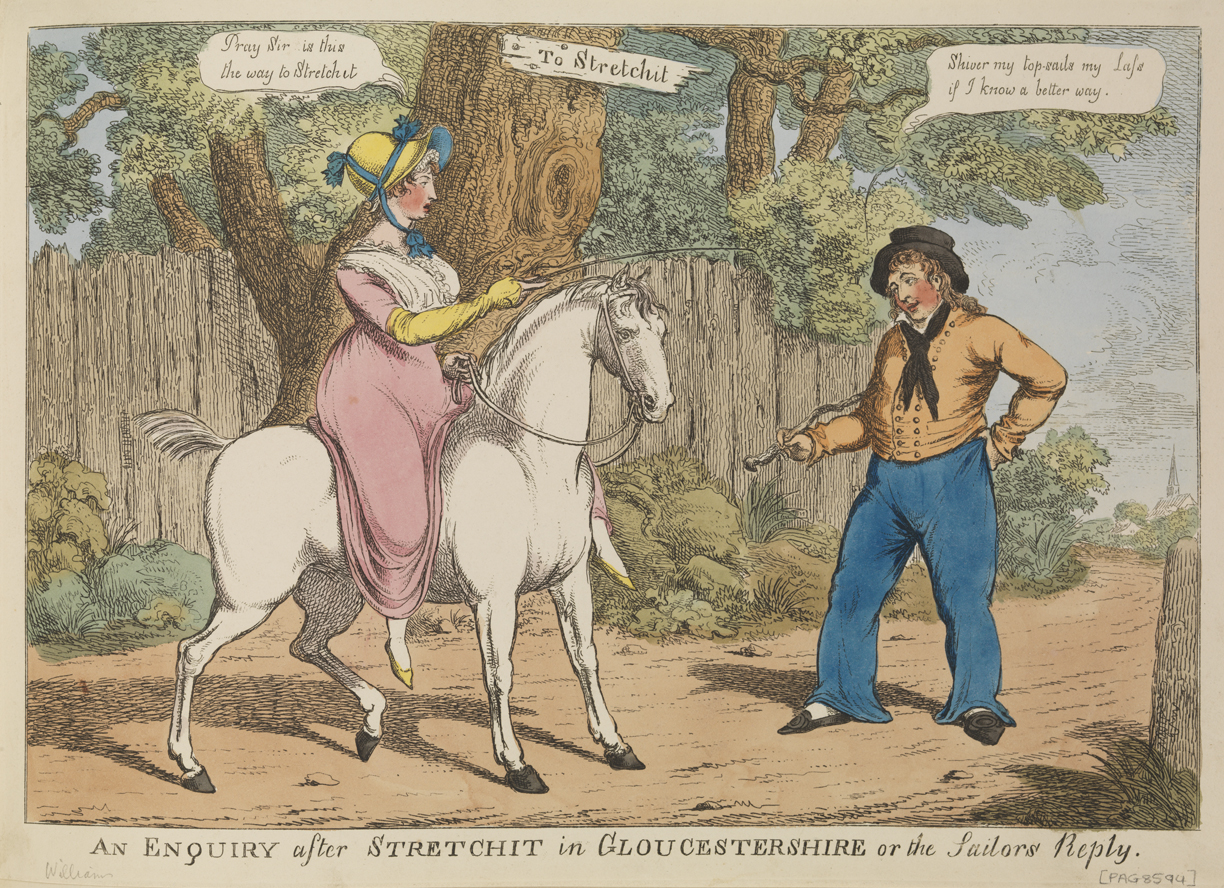
Englische Karikatur einer rittlings zu Pferd sitzenden Frau, ca. 1800–1810

Im 19. Jahrhundert wurde von Frauen im angelsächsischen Raum erwartet, im Damensitz zu reiten – angeblich aus Gründen der Sittlichkeit. Frauen, die sich nicht daran hielten, wurden oft diskriminiert oder waren Gegenstand sexisitischer Witze. Bis ins 20. Jahrhundert hielt sich die Meinung, dass Frauen nur im Damensattel reiten sollten, obwohl der Damensattel unterlegen ist. Dadurch waren Frauen bei Turnieren benachteiligt.
Zu Beginn des 20. Jahrhunderts wurden jemenitische Juden diskriminiert, indem ihnen vorgeschrieben wurde, im Damensitz zu reiten.
Seit 2013 müssen Frauen in der indonesischen Scharia-Hochburg Lhokseumawe in der Provinz Aceh, im Damensitz auf Motorrädern mitfahren. Grund sind islamistische Vorstellungen zum Thema „Jungfernhäutchen und Moral“.
Der Bürgermeister von Lhokseumawe Suaidi Yahy behauptet: „Wir möchten mit diesem Verbot Frauen ehren, da diese zerbrechliche Wesen sind“. Die indonesische Zentralregierung versucht dieses Verbot zu stoppen. Frauen, die in Lhokseumawe normal auf dem Sozius sitzen, werden jedoch von der Sittenpolizei verfolgt und bestraft.

## Motorroller
Zu Beginn der 1950er-Jahre gab es in der Presse erregte Diskussionen über das Problem, dass Frauen oft im Damensitz auf dem Motorroller mitgenommen wurden, was mitunter Ursache von Unfällen war. In Deutschland dürfen seit 1956 Frauen auf dem Motorroller aus Sicherheitsgründen nicht mehr im Damensitz mitfahren.